# Ctenitis deflexa
Ctenitis deflexa là một loài thực vật có mạch trong họ Dryopteridaceae. Loài này được (Kaulf.) Copel. miêu tả khoa học đầu tiên năm 1947.